# Ricardo Uceda
Ricardo Manuel Uceda Pérez (Chiclayo, 24 de julio de 1953) es un periodista peruano, conocido por su labor investigadora sobre las violaciones de derechos humanos cometidos durante el gobierno de Alberto Fujimori, así como casos de corrupción. 

## Biografía
Nació en la ciudad de Chiclayo, el 24 de julio de 1953
Estudió periodismo en el Instituto Bausate y Meza. En 1974 comenzó su labor periodística en la revista Mundo, que continuó sucesivamente en los diarios Expreso, El Diario de Marka y El Nacional. En 1987 fue contratado como reportero por Frecuencia Latina, cuyo propietario era entonces el peruano-israelí Baruch Ivcher.
Pasó luego a ser editor en jefe del diario La Razón, labor que realizó por un breve tiempo. En 1988 fue nombrado editor de la revista Sí y fue entonces cuando desarrolló una prolífica labor investigadora sobre las violaciones de los derechos humanos ocurridas durante el gobierno de Alberto Fujimori. Uno de esos casos fue la masacre de Barrios Altos (1991), a raíz del cual fue denunciado por el entonces ministro de Defensa, Víctor Malca Villanueva, que lo acusó de falsificar información. El juez determinó que la revista había ejercido su derecho a la libre expresión y procedió a cerrar el caso.
En 1993 puso al descubierto los crímenes del grupo paramilitar Colina, en el caso denominado La Cantuta, en el que nueve estudiantes y un profesor de la Universidad Nacional de Educación Enrique Guzmán y Valle fueron secuestrados, asesinados y enterrados en fosas comunes.
Uceda renunció a su puesto en la revista Sí y pasó a formar parte del staff del diario El Comercio, donde fundó y encabezó una unidad de investigaciones. Este equipo de periodistas puso al descubierto diversos casos de corrupción, como el de la malversación de los fondos públicos destinados a las víctimas del fenómeno de El Niño de 1998, lo que llevó al enjuiciamiento del jefe de Defensa Civil, general Homero Nureña. Otro caso que destapó fue la falsificación de un millón de firmas para favorecer la rerreelección de Fujimori en las elecciones de 2000.
Uceda es miembro fundador del Instituto Prensa y Sociedad (IPYS), asociación de periodistas en defensa de la libertad de prensa.

## Publicaciones
- 2004: Muerte en el Pentagonito. Los cementerios secretos del Ejército Peruano.[4][5]
- 2020: La extorsión.[6]

## Premios y distinciones
- 1994: Premio Libertad de Prensa, por el Comité de Protección de Periodistas de Nueva York.[2]
- 1999: Héroe de la libertad de prensa, por la International Press Institute.[2]
- 2000: Premio María Moors Cabot, por la Universidad de Columbia.[2]